# Eddie Thomson
Eddie Thomson (25 de fevereiro de 1947 - 21 de fevereiro de 2003) foi um treinador e futebolista profissional escocês, atuava como defensor.

## Carreira
Eddie Thomson comandou a Seleção Australiana de Futebol, nas Olimpíadas de 1992 e 1996.